# Liste der Straßen in Essen-Holsterhausen

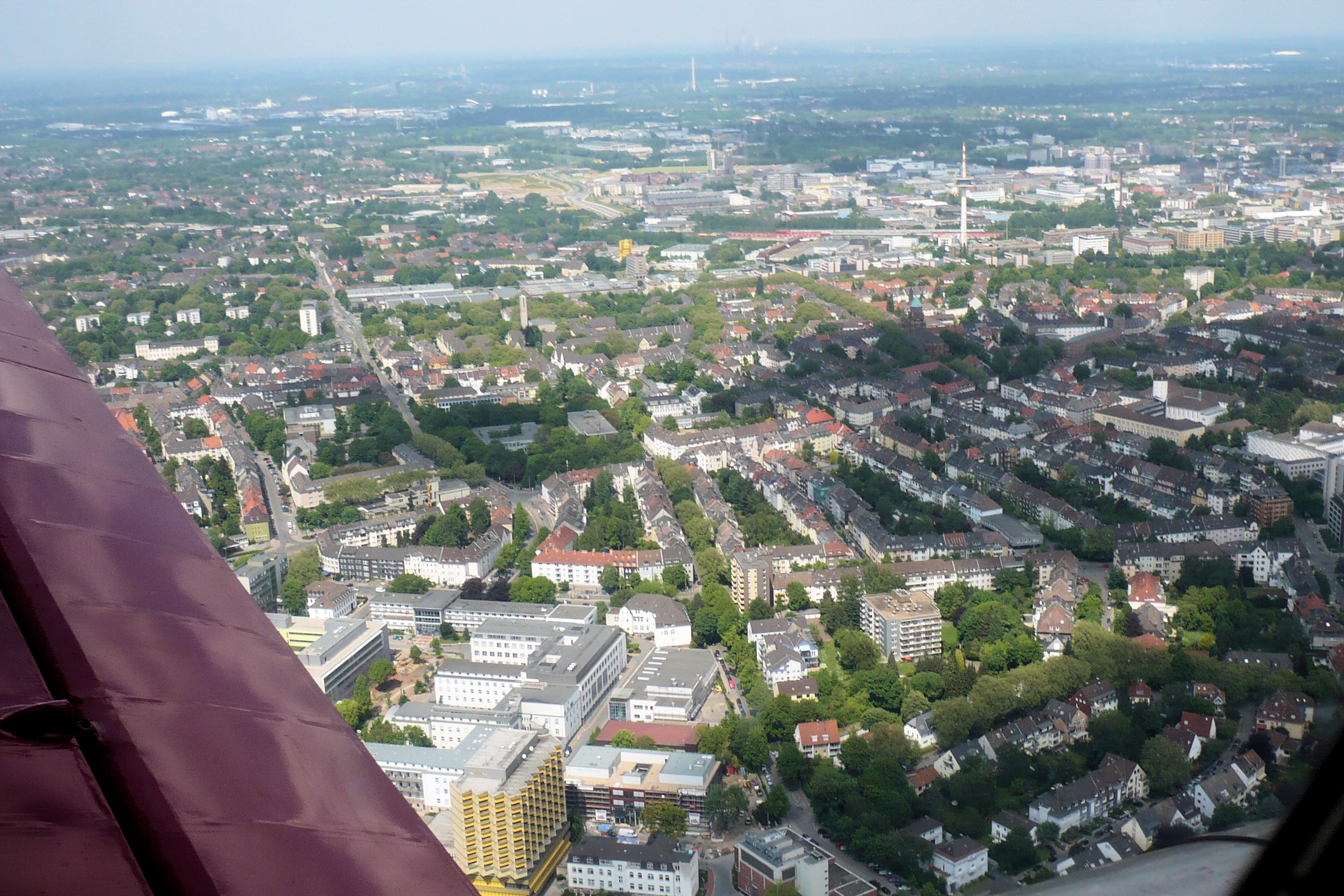
Holsterhausen, Blick nach Norden

Die Liste der Straßen in Essen-Holsterhausen beschreibt das Straßensystem im Essener Stadtteil Holsterhausen mit den entsprechenden historischen Bezügen.

## Einführung und Überblick
In Essen-Holsterhausen leben heute 26210 Einwohner (30. September 2022). Sie verteilen sich dabei auf einer Fläche von 2,98 Quadratkilometer. Zu Holsterhausen gehören die Postleitzahlenbezirke 45145 und 45147.
Die heutigen Essener Stadtteile Altendorf, Frohnhausen und Holsterhausen bildeten vor ihrer Eingemeindung zur Stadt Essen 1901 die Bürgermeisterei Altendorf, deren Straßennummerierung in acht Sektionen unterteilt war. Als man gegen Ende des 19. Jahrhunderts bei neu benannten Straßen die Häusernummerierung einführte, ergaben sich Probleme mit gleichen Hausnummern innerhalb der einzelnen Sektionen. Deshalb wurde im Jahr 1900 eine Straßenbenennungskommission gegründet, um noch vor der Eingemeindung die Straßenbenennung und Häusernummerierung zu bereinigen und dabei Rücksicht auf Straßen in Essen zu nehmen, was bis zum 15. Mai 1901 abgeschlossen war. Dieser Beschluss wurde auf Wunsch der Stadt Essen aber nicht ausgeführt. Nach der Eingemeindung bildete man unter der Leitung des Oberbürgermeisters Erich Zweigert eine neue Benennungskommission, die die Einteilung des nun neuen Stadtgebietes in Straßennamengruppen empfahl. Ausnahmen bildeten dabei jedoch historische Namen innerhalb der Bezirke.
Im Norden Holsterhausens gibt es die Straßennamengruppe bedeutender Unternehmer (beispielsweise Borsig-, Bunsen-, Gruson- und Freseniusstraße). Im zentralen Holsterhausen gibt es das Malerviertel mit unter anderem der Aldegrever-, der Bendemann- und der Rembrandtstraße. Um das heutige Universitätsklinikum, das aus den städtischen Krankenanstalten hervorging, wurden mehrere Straßen nach Medizinern benannt.
Die Grenzen Holsterhausens werden wie folgt gebildet:
im Norden die Lise-Meitner-Straße, die Bahnstrecke Dortmund–Duisburg, die Schederhofstraße; im Westen das EUROPA-CENTER, die Holsterhauser-, die Hölderlin-, die Kaupen-, die Mörike-, die Gemarken-, die Albrecht-, die Bruno-, die Krawehl-, die Virchow- und die Pelmanstraße; im Süden der Fuß- und Radweg auf der ehemaligen Bahnstrecke Mülheim-Heißen–Altendorf (Ruhr); im Osten die Bramkamp-, die Kämpen-, die Liebig-, die Münchener- und die Margaretenstraße.
In Holsterhausen gibt es 119 benannte Verkehrsflächen, darunter vier Plätze.
 Folgende Straßen befinden sich dabei nur teilweise im Stadtteil:
von Nordwesten im Uhrzeigersinn: Die Frohnhauser-, die Martin-Luther-, die Diergardt-, die Schederhof-, die Holsterhauser-, die Hölderlin-, die Kaupen-, die Mörike-, die Kahr-, die Demrath-, die Bruno-, die Krawehl-, die Schönlein- und die Pelmanstraße, der Hohlweg, die Straße Am Mühlenbach und die Hausackerstraße.
Durch den Stadtteil Holsterhausen verlaufen:
- die Bundesautobahn 40 in Ost-West-Richtung (ursprünglich Kruppstraße, später Bundesstraße 1 und A430),
- die Landesstraße L20 auf der Hausacker-, Kaulbach- und Hufelandstraße
- die Landesstraße L64 auf der Frohnhauser Straße

## Liste der Straßen
Die nachfolgende Tabelle gibt eine Übersicht über die Straßen und Wege im Stadtteil mit entsprechenden Informationen.
- Name: aktuelle Bezeichnung der Straße oder des Platzes.
- Länge/Maße in Metern:
Die in der Übersicht enthaltenen Längenangaben sind gerundete Übersichtswerte, die in Google Earth mit dem dortigen Maßstab ermittelt wurden. Sie dienen Vergleichszwecken und werden, sofern amtliche Werte bekannt sind, ausgetauscht und gesondert gekennzeichnet.
Bei Plätzen sind die Maße in der Form a × b angegeben.
Der Zusatz (im Stadtteil) gibt an, dass die Länge die des Straßenabschnitts innerhalb des Stadtkerns ist, sofern die Straße in benachbarte Stadtteile weitergeführt wird.
Der Zusatz (ohne Stichstraßen) gibt bei verzweigten Straßen die Länge der „Hauptstraße“ an.
 Der Zusatz (alle Straßenabschnitte zusammen) gibt an, dass die Straße so verwinkelt ist, dass keine „Hauptstraße“ besteht. Stattdessen wird die Länge aller Straßenabschnitte zusammengezählt.
- Herleitung: Ursprung oder Bezug des Namens
- Datum der Benennung: amtliche Erstbenennung
- Anmerkungen: zusätzliche Informationen
- Bild: Foto der Straße oder eines anliegenden Objekts

| Name                 | Länge/Maße (in Metern)                | Herleitung | Datum der Benennung | Bemerkungen | Bild                                                  |
| -------------------- | ------------------------------------- | --- | ------------------- | --- | ----------------------------------------------------- |
| Achenbachhang        | 400 (alle Straßenabschnitte zusammen) | Andreas Achenbach, Landschaftsmaler der Romantik | 13. Sep. 1922       | Der Achenbachhang, der zuvor Achenbachstraße hieß, zweigt südlich der Holsterhauser Straße ins Mühlenbachtal ab. |                                                       |
| Adolf-Schmidt-Straße | 350                                   | Adolf Schmidt, sogenannter Kruppscher Beamter | 9. Okt. 1914        | Adolf Schmidt wurde am 22. November 1846 in Culm (Westpreußen) geboren. Von 1889 bis 1910 war er Mitglied des Direktoriums der Friedrich Krupp AG. Er starb am 27. März 1910 auf seinem Gut Carrières bei Niederweiler (Lothringen). Die Adolf-Schmidt-Straße war ursprünglich Teil der Siedlung Alfredshof (siehe auch Alfredshof), die nach häuserweiser Nummerierung 1914 straßenweise benannt und nummeriert wurde. Heute verbindet sie die Keplerstraße mit der Menshausenstraße. |                                                       |
| Albrechtstraße       | 200                                   | Albrecht, männlicher Vorname | 6. Sep. 1897        | Die Benennung nach einem Vornamen erfolgte durch einen Rüttenscheider Beschluss von 1895. Die Albrechtstraße verbindet die Brunostraße mit der Straße Demrathkamp und bildet auf ganzer Länge die Grenze zu Rüttenscheid. |                                                       |
| Aldegreverstraße     | 220                                   | Heinrich Aldegrever, Kupferstecher, Maler und Siegelschneider der Renaissance                                                                               | 16. Mai 1902        | Die Aldegreverstraße, die ursprünglich Schachtstraße hieß, verbindet die Gemarkenstraße mit der Holsterhauser Straße. |                                                       |
| Am Alfredspark       | 490                                   | Alfredspark in der Siedlung Alfredshof | 11. Dez. 1959       | Der Industrielle Alfred Krupp ist Namensgeber der Siedlung und des Parks. Die Straße Am Alfredspark war ursprünglich Teil der Siedlung Alfredshof, die nach häuserweiser Nummerierung 1914 straßenweise benannt und nummeriert wurde. Dabei wurde die heutige Straße Am Alfredspark teilweise Alfredspark genannt. Ihr westlicher Teil war bis 1959 Teil der aus Frohnhausen kommenden Hildesheimer Straße, ihr östlicher war Teil der ehemaligen Jenckestraße. Die Straße Am Alfredspark führt von der Liebigstraße in einem südlichen Bogen zur Martin-Luther-Straße. |                                                       |
| Am EUROPA-CENTER     | 200                                   | Lage am EUROPA-CENTER | 17. Juli 2012       | Der Essener Investor EUROPA-CENTER GmbH & Co. KG legte großen Wert auf die Benennung im Zusammenhang mit dem bestehenden EUROPA-CENTER. Die Straße Am EUROPA-CENTER verbindet die Kruppstraße (im Südviertel) mit der Schederhofstraße. |                                                       |
| Am Fernmeldeamt      | 320                                   | Lage am Fernmeldeamt | 21. Jan. 1970       | Die Straße erhielt ihren Namen aufgrund der Lage am 1970 errichteten Gebäude des Essener Fernmeldeamtes der ehemaligen Deutschen Post. Die Straße Am Fernmeldeamt verbindet die Gewerbehofstraße mit der Straße Am EUROPA-CENTER. |                                                       |
| Am Funkturm          | 260                                   | Lage am ehemaligen Funkturm | 13. Dez. 1961       | Die Straße Am Funkturm liegt nahe dem ehemaligen Richtfunkmast der Deutschen Bundesbahn, der 1955 errichtet wurde und 181 Meter hoch war. Er diente dem Fernsprechrichtfunk der Bahn nach Frankfurt am Main. Nach Umstellung des Fernsprechverkehrs auf Kabel wurde der Mast 1971 niedergelegt. Die Straße Am Funkturm verbindet die Schederhofstraße mit der Münchener Straße. |                                                       |
| Am Mühlenbach        | 710 (im Stadtteil)                    | Lage am Borbecker Mühlenbach | 15. Mai 1902        | Die Straße Am Mühlenbach führt als westliche Verlängerung der Virchowstraße nördlich des Mühlenbaches weiter nach Frohnhausen. |                                                       |
| An St. Stephan       | 140                                   | Anliegende Kirche St. Stephanus | 31. Mai 1930        | Der Seelsorgebezirk St. Stephanus wurde 1930 aus der Muttergemeinde St. Mariä Empfängnis abgetrennt und zur selbständigen Kirchengemeinde erhoben. Die 1930 fertiggestellte St.-Stephanus-Kirche wurde im Zweiten Weltkrieg 1944 zerstört und in den 1950er Jahren durch einen Neubau ersetzt. Hier fand 2008 der letzte Gottesdienst statt, so dass das Gebäude 2011 an die Heimstatt-Engelbert-Stiftung verkauft wurde. Die Straße An St. Stephan verbindet die Windmühlenstraße mit der Hausackerstraße. | St. Stephanus                                         |
| Asthöwerstraße       | 250                                   | Fritz Asthöwer, so genannter Kruppscher Beamter, Stadtverordneter                                                                                           | 9. Okt. 1914        | Friedrich Joseph Asthöwer wurde am 21. Dezember 1835 in Köln geboren. Er war Direktor der Firma Krupp und Stadtverordneter der Stadt Essen. Am 17. Oktober 1913 starb Asthöwer in Essen. Er wurde auf dem Friedhof Bredeney beigesetzt. Die ursprüngliche Asthöwerstraße lag in der Siedlung Alfredshof und erhielt 1914 ihren Namen. Sie wurde durch erhebliche Umbauten nach dem Zweiten Weltkrieg aufgehoben und überbaut. Seit dem 23. Januar 1957 führt die neue Asthöwerstraße in einem westlichen Bogen von der Adolf-Schmidt-Straße wieder auf diese zurück. |                                                       |
| Bardelebenstraße     | 170                                   | Heinrich Adolf von Bardeleben, Chirurg | 16. Sep. 1910       | Heinrich Adolf von Bardeleben war ein führender Chirurg, königlich-preußischer Geheimer Obermedizinalrat, Generalarzt 1. Klasse à la suite des Sanitätskorps, Professor an der Universität Berlin und an der medizinisch-chirurgischen Akademie für das Militär in Berlin. Die Bardelebenstraße zweigt südlich von der Holsterhauser Straße ab und führt in einem Winkel auf die Virchowstraße. | BMV-Schule, Bardelebenstraße                          |
| Barthel-Bruyn-Straße | 380                                   | Bartholomäus Bruyn der Ältere, Maler der Renaissance | 16. Mai 1902        | Die Barthel-Bruyn-Straße, die ursprünglich Augustinusstraße hieß, verbindet die Cranachstraße mit der Schongauerstraße. |                                                       |
| Bendemannstraße      | 220                                   | Eduard Bendemann, Maler und ein wichtiger Vertreter der Düsseldorfer Malerschule sowie Medailleur und Hochschullehrer                                       | 16. Sep. 1910       | Die Bendemannstraße, die zur Zeit des Nationalsozialismus Hildebrandtstraße hieß, verbindet im Holsterhauser Malerviertel die Overbeckstraße mit der Kaulbachstraße. |                                                       |
| Billrothstraße       | 230                                   | Theodor Billroth, deutsch-österreichischer Mediziner | 16. Sep. 1910       | Christian Albert Theodor Billroth war einer der bedeutendsten Chirurgen des 19. Jahrhunderts. Er wird allgemein als der Begründer der modernen Bauchchirurgie und Pionier der Kehlkopfchirurgie angesehen. Die Billrothstraße verbindet die Holsterhauser Straße mit der Hufelandstraße. |                                                       |
| Böcklinstraße        | 240                                   | Arnold Böcklin, Schweizer Maler, Zeichner, Grafiker und Bildhauer des Symbolismus                                                                           | 12. Feb. 1931       | Die Böcklinstraße verbindet die Rembrandtstraße mit der Cranachstraße. |                                                       |
| Boettgerstraße       | 140                                   | Rudolf Christian Böttger, Chemiker und Physiker | 9. Juli 1915        | Die Boettgerstraße, die ursprünglich Bischoffstraße hieß, ist eine nördliche Stichstraße der Keplerstraße. |                                                       |
| Borsigstraße         | 120                                   | August Borsig, Unternehmer und der Gründer der Borsigwerke                                                                                                  | 16. Mai 1902        | Die Borsigstraße, die ursprünglich östlicher Teil der Parkstraße war, verbindet die Bunsenstraße mit der Frohnhauser Straße. |                                                       |
| Bramkamphof          | 120                                   | Bramkamp, Name eines Kottens | 15. Jan. 1936       | Der Kotten Bramkamp, war ein Aspliss des Wientgenhofs in Frohnhausen und befand sich dort an der Ecke Adelkampstraße/Bramkampstraße. Der Wientgenhof war ein Behandigungsgut und gehörte in den Oberhof Ehrenzell. Die behandigte Familie Cocy veräußerte 1751 mit Genehmigung der Fürstäbtissin eine Hälfte des Hofs. Die andere Hälfte mit den Kotten Bramkamp, Duvenkamp und Schmidt verblieb bei Familie Cocy. Die Kötter waren Pächter der Cocys und erlangten im 19. Jahrhundert Eigentumsrechte an den von ihnen bewirtschafteten Kotten. In der Mutterrolle von 1807 wird Heinrich Bramkamp als Besitzer des rund sechs Morgen großen Kottens genannt. Johann Heinrich Bramkamp ist als letzter Bewirtschafter des Kottens erwähnt. Seine Witwe heiratete in vierter Ehe den Ackerer Lambert Messing. Die Straße Bramkamphof, die bis zum 21. Oktober 1938 Brahmkamphof geschrieben wurde, ist eine östliche Stichstraße der Bramkampstraße. |                                                       |
| Bramkampstraße       | 500                                   | Bramkamp, Name eines Kottens | vor 1874            | Geschichtliche Hintergründe siehe Bramkamphof. Die Bramkampstraße, die bis zum 21. Oktober 1938 Brahmkampstraße geschrieben wurde, führt von der Straße Am Mühlenbach in nördlicher Richtung zur Kämpenstraße und bildet dabei im gesamten Verlauf die Grenze zu Frohnhausen. |                                                       |
| Brunostraße          | 160 (im Stadtteil)                    | Bruno, männlicher Vorname | 6. Sep. 1897        | Die Benennung nach einem Vornamen erfolgte durch einen Rüttenscheider Beschluss von 1895. Die Brunostraße führt südlich des Gemarkenplatzes zur Albrechtstraße und weiter nach Rüttenscheid. |                                                       |
| Bunsenstraße         | 680 (im Stadtteil)                    | Robert Wilhelm Bunsen, Chemiker | 16. Mai 1902        | Die Bunsenstraße, die ursprünglich Philippistraße hieß, verläuft von Frohnhausen kommend ab der Margaretenstraße nach Nordosten zur Schederhofstraße. |                                                       |
| Camphausenstraße     | 310                                   | Wilhelm Camphausen, Militär- und Schlachtenmaler | 7. Dez. 1906        | Die Camphausenstraße verbindet die Lenbachstraße mit der Keplerstraße. |                                                       |
| Carmerstraße         | 430                                   | Johann Heinrich von Carmer, preußischer Justizreformer | 16. Mai 1902        | Die Carmerstraße verbindet die Friedbergstraße mit der Gemarkenstraße. Ursprünglich führt sie nördlich über die Münchener Straße hinweg bis zur Schederhofstraße. Der Teil südlich der Münchener Straße hieß zuvor Steinforthstraße. Vor 1927 wurde ein Stück des nördlichen Teils der Harkortstraße angegliedert und der weiterführende Teil zur Schederhofstraße aufgegeben und überbaut. |                                                       |
| Corlißstraße         | 110                                   | George Henry Corliss, US-amerikanischer Erfinder und Maschinenbauer                                                                                         | 16. Mai 1902        | George Henry Corliss wurde am 2. Juni 1817 in Easton (New York) geboren. Er war ein US-amerikanischer Erfinder und Maschinenbauer, der die Dampfmaschine verbessern half. Corliss starb am 2. Februar 1888 in Providence, Rhode Island. Die Corlißstraße, die ursprünglich Teil der Wilhelminenstraße war und zur Zeit des Nationalsozialismus Garthestraße beziehungsweise Erich-Garthe-Straße hieß, verbindet die Jenckestraße mit der Liebigstraße. |                                                       |
| Cranachstraße        | 520                                   | Lucas Cranach der Ältere, bedeutender Maler und Grafiker der Renaissance                                                                                    | 16. Mai 1902        | Die Cranachstraße, die ursprünglich Haardtstraße hieß, führt von der Gemarkenstraße über die Holsterhauser Straße zur Hufelandstraße, wobei die Durchfahrt von der Holsterhauser Straße zum südlichen Abschnitt der Cranachstraße baulich verhindert ist. |                                                       |
| Defreggerstraße      | 300                                   | Franz Defregger, österreichisch-bayerischer Genre- und Historienmaler                                                                                       | 16. Juni 1905       | Die Defreggerstraße, die ursprünglich Waitzstraße hieß und nur zwischen Pilotystraße und der Straße Hohe Warte verlief, führt seit 1958 weiter zur Straße Halbe Höhe. |                                                       |
| Demrathkamp          | 95 (im Stadtteil)                     | Demrath, Familien- und Flurname | 20. Nov. 1937       | Von der Familie Demrath war Jakob Demrath 1662 Kirchenmeister und Gemeindevorsteher in Essen. Johann Heinrich Demrath und seine Ehefrau Henrica Catharine geborene Merkers wurden 1741 mit der Fastelabendshove behandigt. Der 15 Morgen große Demrathskamp war 1828 im Besitz des Ackerwirths Friedrich Plenker. 1832 erwarben die Eheleute Kreisgeometer Heyden dieses Land. Die Demrathstraße, die zuvor Bernhardstraße hieß, verbindet die Kahrstraße mit der Albrechtstraße, wobei sie die Grenze zu Rüttenscheid bildet und dort weiterführt. |                                                       |
| Diergardtstraße      | 70 (im Stadtteil)                     | Friedrich von Diergardt, rheinischer Industrieller und Seidenfabrikant                                                                                      | 16. Mai 1902        | Die Diergardtstraße, die ursprünglich der nordwestliche Teil der Parkstraße war, verläuft von Frohnhausen kommend ab der Lise-Meitner-Straße südwärts zur Frohnhauser Straße. |                                                       |
| Dinglerstraße        | 100                                   | Johann Gottfried Dingler, Chemiker und Fabrikant | 16. Mai 1902        | Die Dinglerstraße, die ursprünglich Kurtstraße hieß, verbindet die Frohnhauser Straße mit der Bunsenstraße. |                                                       |
| Dürerstraße          | 100                                   | Albrecht Dürer, Maler, Grafiker, Mathematiker und Kunsttheoretiker                                                                                          | 16. Mai 1902        | Die Dürerstraße, die ursprünglich Klementzstraße hieß, verbindet die Gemarkenstraße mit der Barthel-Bruyn-Straße. |                                                       |
| Esmarchstraße        | 410                                   | Friedrich von Esmarch, Chirurg, begründete den zivilen Samariterwesens in Deutschland                                                                       | 16. Sep. 1910       | Die Esmarchstraße verbindet die Virchowstraße mit der Hufelandstraße. |                                                       |
| Falkstraße           | 100                                   | Adalbert Falk, preußischer Kultusminister und Präsident des Oberlandesgerichts Hamm                                                                         | 16. Mai 1902        | Die Falkstraße, die ursprünglich Theodorstraße hieß, verbindet die Holsterhauser Straße in südlicher Richtung mit der Gemarkenstraße. |                                                       |
| Feuerbachstraße      | 150                                   | Paul Johann Anselm von Feuerbach, Rechtsgelehrter | 7. Dez. 1906        | Die Feuerbachstraße verbindet die Holsterhauser Straße in westlicher Richtung mit der Papestraße. |                                                       |
| Freseniusstraße      | 160                                   | Carl Remigius Fresenius, Chemiker | 16. Mai 1902        | Carl Remigius Fresenius war analytischer Chemiker, Geheimer Hofrat und Begründer und Direktor des chemischen Labors zu Wiesbaden (heute: SGS Institut Fresenius). Die Freseniusstraße, die zuvor Adolfstraße hieß, verbindet die Harkortstraße mit der Borsigstraße. |                                                       |
| Frettholz            | 500 (ohne Stichstraße)                | Frettholz, Flurname | 16. Mai 1902        | Der Begriff Frettholz wird in der Mutterrolle von 1867 erwähnt und bildete einen Ortsteil im Hauptwaldgebiet der Frohnhauser Mark. Die Straße Frettholz führt von der Hausackerstraße in südlicher Richtung auf die Bramkampstraße im Mühlenbachtal. |                                                       |
| Friedbergstraße      | 670                                   | Heinrich von Friedberg, Jurist und Politiker | 16. Mai 1902        | Die Friedbergstraße führt von der Hobeisenstraße in östlicher Richtung zur Papestraße. |                                                       |
| Frohnhauser Straße   | 560 (im Stadtteil)                    | Lage, Straße nach und durch Frohnhausen | um 1860             | Die Frohnhauser Straße hieß in Teilen ursprünglich Essen-Mülheimer-Chaussee sowie ab etwa 1885 Herrenbankstraße. Der gesamte Straßenverlauf, zusammen mit den Teilen in Frohnhausen und im Westviertel, wurde nach Eingemeindung der Bürgermeisterei Altendorf zur Stadt Essen am 13. Dezember 1901 einheitlich zur Frohnhauser Straße. Jedoch trug der heutige Abschnitt der Frohnhauser Straße von der Margaretenstraße über die Martin-Luther-Straße bis zur Unterführung der Bahnstrecke Dortmund–Duisburg zwischen 1901 und 1961 den Namen Berzeliusstraße. Die Frohnhauser Straße wurde über die heutige Berzeliusstraße in Frohnhausen und weiter über die heutige Lise-Meitner-Straße bis zur Eisenbahnunterführung geführt. Am 22. Februar 1961 wurde die Benennung umgekehrt und aus der einstigen Verbindung der Frohnhauser Straße die beiden heutigen Straßen Berzeliusstraße und Lise-Meitner-Straße gemacht, die nicht mehr direkt miteinander verbunden sind. Seitdem liegt die Berzeliusstraße zwischen der Margaretenstraße und der Frohnhauser Straße auf Frohnhauser Flur. In Holsterhausen verläuft die Frohnhauser Straße von der Margaretenstraße aus Frohnhausen kommend über die Martin-Luther-Straße bis zur Bahnstrecke und weiter ins Westviertel. Dabei ist sie Teil der Landesstraße L64. |                                                       |
| Führichstraße        | 110                                   | Joseph von Führich, böhmisch-österreichischer Maler Historienmaler                                                                                          | 18. Dez. 1903       | Die Führichstraße liegt im Malerviertel und verbindet dort die Veitstraße mit der Schnorrstraße. |                                                       |
| Gebhardtstraße       | 350                                   | Eduard Gebhardt, Maler und Professor an der Kunstakademie Düsseldorf                                                                                        | 26. Nov. 1909       | Die Gebhardtstraße liegt im Malerviertel und verbindet dort die Lenbachstraße mit der Holsterhauser Straße. |                                                       |
| Gemarkenplatz        | 85 × 45                               | Platz an der Gemarkenstraße | 8. März 1922        | Der Gemarkenplatz bildet die Kreuzung der Gemarkenstraße mit der Holsterhauser Straße. Zudem führt die Kahrstraße auf den Platz. |                                                       |
| Gemarkenstraße       | 1100                                  | Lage an der Frohnhauser Mark (Gemark) | um 1823             | Bereits um 1823 wurde die Gemarkenstraße nach ihrer Lage benannt und verband dabei einst beide Teile der Frohnhauser Mark (Gemmark). Die Frohnhauser Mark war nach Vermessung des Oberförsters Pasbach im Jahr 1794 531 Einheit groß, was etwa 886 preußischen Morgen entsprach. 1817 wurde die Teilung der Mark angeordnet und am 30. März 1835 durch Rezess wieder aufgehoben. Der kleinere Teil der Mark befand sich mittig der Gemarkung Holsterhausen an der heutigen Savignystraße. Der größere Teil umfasste das Hauptwaldgebiet der Frohnhauser Mark mit dem Ortsteil Frettholz, siehe Frettholz. Die Gemarkenstraße führt von der Rembrandtstraße in östlicher Richtung über den Gemarkenplatz zur Mörikestraße. | Gemarkenstraße                                        |
| Gewerbehofstraße     | 430                                   | Lage in einem Gewerbegebiet | 23. Jan. 1957       | Da man die Straße zur Erschließung eines Gewerbegebietes anlegte, erhielt sie ihren Namen. Die Gewerbehofstraße führt von der Münchener Straße in einem südöstlichen Winkel zur Straße Am Fernmeldeamt. |                                                       |
| Graefestraße         | 140                                   | Albrecht von Graefe, Geheimer Medizinalrat und ordentlicher Professor der Augenheilkunde                                                                    | 16. Mai 1902        | Albrecht von Graefe begründete in Deutschland das Fach der Augenheilkunde oder Ophthalmologie, die bis dahin zur Chirurgie gehörte. Die Graefestraße, die ursprünglich Löwenstraße hieß, verbindet die Virchowstraße mit der Ladenspelderstraße. |                                                       |
| Grusonstraße         | 140                                   | Hermann Gruson, Ingenieur, Erfinder und Unternehmer | 16. Mai 1902        | Die Grusonstraße, die ursprünglich Ernststraße hieß, verbindet die Frohnhauser Straße mit der Bunsenstraße. |                                                       |
| Halbe Höhe           | 630                                   | Lage auf halber Höhe | 25. Feb. 1937       | In der Begründung der Straßenbenennung von 1937 hieß es: Wer die steile Straße Hohe Warthe mühsam erklimmt, erhält an der Ecke des neuen Weges durch ein Schild mit dem neuen Namen die erfreuliche Gewissheit, dass er die halbe Höhe erreicht hat. Der südöstliche Straßenabschnitt zwischen der Piloty- und der Holsterhauser Straße war bis 1937 Teil der Pilotystraße. Am 2. Juli 1958 kam der nördliche Abschnitt bis zur Hausackerstraße hinzu. Die Straße Halbe Höhe zweigt im Mühlenbachtal westlich der Holsterhauser Straße ab, quert die Straße Hohe Warte und verläuft in einem nordwestlichen Bogen zur Hausackerstraße, vor der sie als Sackgasse endet. |                                                       |
| Hans-Thoma-Straße    | 410                                   | Hans Thoma, Maler und Grafiker | 25. Feb. 1977       | Die Hans-Thoma-Straße, die zuvor Teil der Bismarckstraße war und ab 1902 Corneliusstraße hieß, verbindet im Malerviertel die Lenbachstraße mit der Keplerstraße. |                                                       |
| Harkortstraße        | 640                                   | Friedrich Harkort, Unternehmer und Politiker | 16. Mai 1902        | Da Friedrich Harkort in der Frühzeit der Industriellen Revolution entscheidend wirkte, wird er als Vater des Ruhrgebiets bezeichnet. Zunächst führte die Harkortstraße, die ursprünglich Hubertusstraße hieß, nur von der Frohnhauser Straße zur Bunsenstraße. Nach 1910 wurde sie bis zur Kruppstraße, der heutigen Bundesautobahn 40, verlängert, wo sie zuvor Teil der Steinforthstraße war. Die Harkortstraße führt heute von der Frohnhauser Straße in südöstlicher Richtung, quert die Münchener Straße und endet danach im Gewerbegebiet als Sackgasse vor der Autobahn. |                                                       |
| Hartmannplatz        | 50 × 40                               | Gustav Hartmann, Unternehmer, sogenannter Kruppscher Beamter                                                                                                | 9. Okt. 1914        | Gustav Hartmann wurde 1903 zum Aufsichtsratsvorsitzenden der Fried. Krupp AG gewählt und blieb es bis 1909. Der Hartmannplatz als Teil der Siedlung Alfredshof liegt zwischen der Nieberding-, der Jhering- und der Carmerstraße. |                                                       |
| Hausackerstraße      | 470 (im Stadtteil)                    | Lagebezeichnung, Örtlichkeit | 16. Mai 1902        | In der Mutterrolle von 1867 wird Heinrich Dracke aus Frohnhausen erwähnt, der Besitzer mehrerer Grundstücke ist, die als Hausacker bezeichnet werden. Die Hausackerstraße führt aus Frohnhausen kommend von der Kämpenstraße zur Abzweigung der Straße Hohe Warte, wo sie als Kaulbachstraße weitergeführt wird. Im Gesamtverlauf ist sie Teil der Landesstraße L20. |                                                       |
| Henckelstraße        | 220                                   | Joachim Friedrich Henckel, Chirurg an der Charité in Berlin                                                                                                 | 16. Sep. 1910       | Die Henckelstraße verbindet die Esmarchstraße mit der Schönleinstraße. |                                                       |
| Hobeisenstraße       | 510                                   | Zeche Hobeisen | 8. Juli 1892        | Der Name der Zeche Hobeisen geht auf eine alte Flurbezeichnung zurück. Bis zum 14. November 1933 trug auch der Teil der heutigen Martin-Luther-Straße zwischen der heutigen Lise-Meitner-Straße und der Bundesautobahn 40 den Namen Hobeisenstraße. Die heutige Hobeisenstraße führt in Verlängerung der Martin-Luther-Straße von der Brücke über die Autobahn in südlicher Richtung zur Gemarkenstraße, wo sie in die Rubensstraße übergeht. |                                                       |
| Hölderlinstraße      | 340                                   | Friedrich Hölderlin, Lyriker | 15. Juli 1954       | Die Hölderlinstraße hieß ursprünglich Mörderstraße. Später trug sie in Teilen die Namen Klopstockstraße, Friedrichshof und Lordstraße. Die heutige Hölderlinstraße führt als Grenze zum Südviertel von der Holsterhauser Straße zur Kaupenstraße und ab dort weiter ins Südviertel. |                                                       |
| Hohe Warte           | 350                                   | Name eines Kottens | 31. Mai 1930        | Die heutige Schreibweise Hohe Warte kommt von Howard. 1528 wird das Gut Howerde genannt. In der Landmatrikel von 1668 steht, dass Johan Howar Aufsitzer des 15 Morgen großen Kottens war. Howar wird auch 1795 als Kötter genannt, sowie der das Canonichenkapitel als Eigentümer. Im Ursprung gehörte der Kotten der Jesuitenresidenz am Burgplatz. Bevor diese 1824 zu einer Schule wurde, wurde der Kotten durch einen Vergleich dem Canonichenkapitel übertragen. Die letzte Behandigung des Howahrs Hove war 1777 zum Behuf des Canonichenkapitels an die Witwe Mittweg und Fried. Graffweg. Franz Howar gewann 1809 den Kotten für zwölf Jahre. 1823 wurde der nun noch acht Morgen große Kotten an Hermann Howahr verpachtet. Zuvor erwarben die Bergleute und Kötter Barkhoff, Kalthoff und Tapper die anderen Teile des Hofes, auf denen sie ihre Wohnhäuser errichteten. Die Straße Hohe Warte, die bis 1930 die südwestliche Verlängerung der Windmühlenstraße war, führt von der Kaulbachstraße in südwestlicher Richtung hinab ins Mühlenbachtal zur Straße Am Mühlenbach. |                                                       |
| Hohlweg              | 480 (im Stadtteil)                    | Lage an einem Hohlweg | 21. Apr. 1911       | In der Landmatrikel von 1668 ist erwähnt, dass Johan Hülßmann drei Morgen Feldland am Hollenweg neben Brandt besaß. Der Hohlweg zweigt südlich der Holsterhauser Straße ab und führt westlich des Universitätsklinikums in südwestlicher Richtung ins Mühlenbachtal, wo er im Stadtteil Margarethenhöhe weiterführt. |                                                       |
| Holbeinstraße        | 120                                   | Hans Holbein der Jüngere, bedeutender Renaissance-Maler | 16. Mai 1902        | Die Holbeinstraße, die ursprünglich Leostraße hieß, verbindet im Malerviertel die Gemarkenstraße mit der Barthel-Bruyn-Straße. | St. Mariä Empfängnis, Holbeinstraße (rechts)          |
| Holsterhauser Platz  | 100 × 45 (teils überbaut)             | Holsterhausen, Teil des Dreibauerschaftsquartiers mit Frohnhausen und Altendorf                                                                             | 26. Nov. 1909       | Im Eingemeindungsvertrag von 1901 (§ 13) verpflichtete sich die Stadt Essen, in Holsterhausen einen Platz zum Abhalten des Wochenmarktes innerhalb einer angemessenen Frist zu schaffen. Er wurde Holsterhauser Platz genannt, der ursprünglich durch die Holsterhauser Straße, die Rembrandtstraße, die heutige Melanchtonstraße und die Rubensstraße begrenzt war. 1928 wurde auf dem östlichen Teil des Platzes die erste Melanchtonkirche, die Stahlkirche des Architekten Otto Bartning, errichtet. Nach Zerstörung im Zweiten Weltkrieg 1942 wurde sie 1972 durch den Sichtbetonbau der heutigen Melanchtonkirche ersetzt. So ist der Platz bis heute in großen Teilen überbaut und wird nicht mehr als Marktplatz genutzt. | Melanchthonkirche, Holsterhauser Platz                |
| Holsterhauser Straße | 2080 (im Stadtteil)                   | Holsterhausen, Teil des Dreibauerschaftsquartiers mit Frohnhausen und Altendorf                                                                             | 13. Dez. 1901       | Teile des heutigen Straßenzugs der Holsterhauser Straße trugen ursprünglich die Namen Böhmerstraße, Marktstraße und Torluestraße. Zudem gehörten Teile zur ehemaligen Mühlenstraße. Der Abschnitt zwischen dem heutigen Gemarkenplatz und der Planckstraße wird in einer Karte des Kreises Essen von 1823 als Mordgasse bezeichnet. Zur Eingemeindung von Holsterhausen nach Essen 1901 wurde die gemeinsame Benennung Holsterhauser Straße eingeführt. Die Holsterhauser Straße führt aus dem Südviertel kommend von der Anschlussstelle Essen-Zentrum der Bundesautobahn 40 in südwestlicher Richtung über den Gemarkenplatz und den Holsterhauser Platz bis ins Mühlenbachtal zur Grenze zum Stadtteil Margarethenhöhe. Dort wird sie als Sommerburgstraße weitergeführt. |                                                       |
| Hufelandstraße       | 600                                   | Christoph Wilhelm Hufeland, Arzt, Sozialhygieniker, Volkserzieher                                                                                           | 16. Mai 1902        | Die Hufelandstraße führt als östliche Verlängerung der Kaulbachstraße von der Kreuzung Holsterhauser Straße zur Virchowstraße und ist damit Teil der Landesstraße L20. |                                                       |
| In der Täpperie      | 210                                   | Täpper, Familienname | 8. März 1922        | In einem kleinen Haus an der Ecke Kaulbachstraße/Kleine Lenbachstraße lebte die Familie Täpper. Im Volksmund nannte man es die Täpperie. Der Heimatdichter Wilhelm Täpper (*14. September 1845 in Essen, †28. November 1905 ebenda) ging aus dieser Familie hervor. Die Straße In der Täpperie, die zuvor Täpperstraße hieß, ist eine westliche Stichstraße der Bendemannstraße. |                                                       |
| Ittenbachstraße      | 200                                   | Franz Ittenbach, Maler | 26. Jan. 1922       | Die Ittenbachstraße liegt im Malerviertel und verbindet die Gebhardtstraße mit der Pilotystraße. |                                                       |
| Janssenstraße        | 190                                   | Johann Peter Theodor Janssen, Historienmaler der Düsseldorfer Schule                                                                                        | 16. Mai 1902        | Die Janssenstraße, die ursprünglich Josefstraße hieß, liegt im Malerviertel und verbindet die Menzelstraße mit der Hans-Thoma-Straße. |                                                       |
| Jenckestraße         | 310                                   | Hanns Jencke, Manager und industrieller Interessenvertreter, Direktoriumsvorsitzender der Firma Krupp                                                       | 9. Okt. 1914        | Die ursprüngliche Jenckestraße führte von der Kreuzung Münchener Straße/Martin-Luther-Straße in südwestlicher Richtung zur Kruppstraße (heute Bundesautobahn 40), wo sie heute Teil der Straße Am Alfredspark ist. Sie verlief dann weiter nach Süden zur Adolf-Schmidt-Straße, ist aber dort nach dem Ausbau der Autobahn aufgehoben und überbaut worden. Die heutige, am 19. März 1959 so benannte Jenckestraße, deren westlicher in Nord-Süd-Richtung verlaufender Abschnitt Teil der ehemaligen Bessemerstraße und ihr weiterer Verlauf Teil der Kruppstraße war, führt von der Straße am Alfredspark in westlicher Richtung zur Liebigstraße, wobei sie nördlich parallel zur Autobahn verläuft. |                                                       |
| Jennerstraße         | 150                                   | Edward Jenner, englischer Landarzt, der die moderne Schutzimpfung gegen Pocken entwickelte                                                                  | 16. Mai 1902        | Die Jennerstraße, die ursprünglich Teil des Felderwegs war, verbindet die Schönleinstraße mit der Hufelandstraße. |                                                       |
| Jheringstraße        | 150                                   | Rudolf von Jhering, Rechtswissenschaftler | 16. Mai 1902        | Die Jheringstraße, die ursprünglich Hermannstraße hieß, verbindet Carmerstraße mit der Savignystraße. |                                                       |
| Kämpenstraße         | 270                                   | Kämpen, Flurname | 16. Mai 1902        | In der Mutterrolle von 1867 ist Heinrich Lange zu Holsterhausen erwähnt, der ein Stück Land, Kämpen genannt, besitzt. Die Kämpenstraße, die auf ihrer gesamten Länge die Grenze zu Frohnhausen bildet, beginnt in Fortsetzung der Bramkampstraße, quert die Hausackerstraße und endet in nordöstlicher Richtung als Sackgasse vor der Bundesautobahn 40. |                                                       |
| Kahrstraße           | 220 (im Stadtteil)                    | Örtlichkeit | 16. Mai 1902        | In der Mutterrolle von 1827 wird die Kahrgate erwähnt. So lautete die ursprüngliche Wegbezeichnung Kahrgate, auch Kahrgatt oder Kahrweg. Die Kahrstraße führt aus Rüttenscheid kommend von der Demrathstraße zum Gemarkenplatz. |                                                       |
| Kaulbachstraße       | 650                                   | Wilhelm von Kaulbach, Maler | 16. Mai 1902        | Die Kaulbachstraße liegt im Malerviertel. Sie bildet als Bindeglied zwischen der Hausackerstraße und der Hufelandstraße einen Teil der Landesstraße L20. |                                                       |
| Kaupenstraße         | 110 (im Stadtteil)                    | Gewässerteil | 17. Jan. 1868       | Die Kaupe (auch Kufe) war ein Sammelbecken des Quellwassers des ehemaligen Baches Limbecke. 1434 wird eine lange weiter bestehende Wasserleitung erwähnt, die das Wasser in hölzernen Röhren in die Stadt leitete. 1880 wurde die Kaupe wegen Bergschäden geschlossen. Die Kaupenstraße kommt an der Hölderlinstraße aus dem Südviertel und verläuft bis zur Mörikestraße, wobei sie in diesem Abschnitt die Grenze zum Südviertel bildet. |                                                       |
| Keplerstraße         | 1040                                  | Johannes Kepler, Naturphilosoph, Mathematiker, Astronom, Astrologe, Optiker und evangelischer Theologe                                                      | 16. Mai 1902        | Die Keplerstraße, die ursprünglich Bruchstraße und dann Felsenstraße hieß, führt von der Bundesautobahn 40 in östlicher Richtung, quert die Hobeisenstraße und endet vor der Jheringstraße. | Keplerstraße (links)                                  |
| Kleine Lenbachstraße | 100                                   | Franz von Lenbach, Maler | 1. Dez. 1927        | Die Kleine Lenbachstraße, die ab 1902 Teil der Lenbachstraße und ab 27. September 1907 Teil der Pilotystraße war, bildet heute ab der Lenbachstraße die südliche Verlängerung der Hans-Thoma-Straße zur Kaulbachstraße. |                                                       |
| Krausstraße          | 120                                   | Friedrich Kraus, Maler | 27. Sep. 1907       | Die Krausstraße liegt im Malerviertel und verbindet die Menzelstraße mit der Hobeisenstraße. |                                                       |
| Krawehlstraße        | 220 (im Stadtteil)                    | Otto Krawehl, Kaufmann, Ratsherr, Generaldirektor | 25. Feb. 1937       | Otto Krawehl wurde am 23. August 1875 als Sohn des Kommerzienrats Georg Krawehl in Aachen-Burtscheid geboren. Er verließ 1894 das Helmholtz-Gymnasium Essen und studierte im Anschluss das Bergfach in Freiburg im Breisgau und an der Bergakademie Berlin. 1905 wurde er Bergassessor. Später wurde er Nachfolger seines Onkels Oskar von Waldthausen und damit Leiter der Arenberg’schen AG für Bergbau und Hüttenbetrieb in Essen, in deren Aufsichtsrat er ein Jahr später als Vorsitzender kam. Nach Verschmelzung mit Rheinstahl war er erneut Aufsichtsratsvorsitzender und saß zudem auch in anderen Aufsichtsräten. 1930 wurde er Alleininhaber der Firma Wilh. & Conrad Waldthausen, Wollhandlung und Bankgeschäft in Essen. Zudem war er unter anderem Vorsitzender des Essener Verkehrsvereins, der Verkehrswacht, der Westfälischen Berggewerkschaftskasse, Kuratoriumsmitglied der Essener Bergschule und dem Haus der Technik und Vorstandsmitglied der Emschergenossenschaft. Ab 1934 war er Ratsherr der Stadt Essen. Otto Krawehl starb am 14. Oktober 1936 in Essen. Die Krawehlstraße, die zuvor Andreasstraße hieß, führt aus Rüttenscheid kommend von der Brunostraße nach Westen zur Virchowstraße, wobei sie auf diesem Abschnitt die Grenze zu Rüttenscheid bildet.                            |                                                       |
| Kruppstraße          | 230 (im Stadtteil)                    | Krupp, Industriellenfamilie | 16. Mai 1902        | Die Kruppstraße hieß anfangs Sachsenstraße. Ursprünglich war die Kruppstraße als Ost-West-Verbindung von der Freiheit am Hauptbahnhof über Holsterhausen und Frohnhausen bis zur Stadtgrenze zu Mülheim an der Ruhr angelegt worden. Sie wurde später Teil der Bundesstraße 1 und dann der A430, aus der die Bundesautobahn 40 wurde. Seit dem Ausbau zur Autobahn in den 1960er Jahren trägt in Holsterhausen nur noch der südlich der Bundesautobahn 40 liegender Abschnitt zwischen Papestraße und Savignystraße den Namen Kruppstraße. |                                                       |
| Küntzelstraße        | 310                                   | Oscar Küntzel, Jurist | 17. Dez. 1902       | Oscar Küntzel war Vorsitzender der 2. BGB-Kommission, Unterstaatssekretär im Justizministerium und Präsident des Oberlandesgerichts Marienwerder. Die Küntzelstraße, die ursprünglich Kettelerstraße hieß, verbindet die Planckstraße mit der Gemarkenstraße. |                                                       |
| Ladenspelderstraße   | 540                                   | Johann Ladenspelder, Maler und Kupferstecher | 16. Mai 1902        | Der Maler und Kupferstecher Johann Ladenspelder, auch Johann von Essen genannt, wurde um 1512 in Essen geboren und starb nach 1560. Die Ladenspelderstraße, die ursprünglich Thalstraße hieß, verbindet im Malerviertel gelegen die Gemarkenstraße mit der Hufelandstraße. |                                                       |
| Langenbeckstraße     | 150 (im Stadtteil)                    | Bernhard von Langenbeck, Chirurg und Hochschullehrer | 16. Mai 1902        | Die Langenbeckstraße, die zuvor Friedrichstraße hieß, verbindet die Kahrstraße mit der Albrechtstraße und führt in südlicher Richtung weiter nach Rüttenscheid. |                                                       |
| Lauensteinstraße     | 110                                   | Heinrich Lauenstein, Maler und Professor für religiöse Historienmalerei an der Kunstakademie Düsseldorf                                                     | 26. Nov. 1909       | Die Lauensteinstraße liegt im Malerviertel und verbindet die Gebhardtstraße mit der Rembrandtstraße. |                                                       |
| Lenbachstraße        | 340                                   | Franz von Lenbach, Maler | 16. Mai 1902        | Die Lenbachstraße, die ursprünglich Howarenstraße hieß, verläuft im Malerviertel in westlicher Verlängerung der Gemarkenstraße von der Rembrandtstraße zur Bendemannstraße. Ihr südwestliches Teilstück zur Kaulbachstraße heißt seit 1927 Kleine Lenbachstraße. |                                                       |
| Liebigstraße         | 420 (im Stadtteil)                    | Justus von Liebig, Chemiker und Universitätsprofessor | 16. Mai 1902        | Die Liebigstraße, die ursprünglich Bismarckstraße hieß, führt vom nördlichen Ende der Keplerstraße zur Münchener Straße, wobei sie die Grenze zu Frohnhausen bildet. Ab der Münchener Straße führt im Norden weiter in Frohnhausen. |                                                       |
| Lise-Meitner-Straße  | 280                                   | Lise Meitner, österreichische Kernphysikerin | 28. Sep. 1984       | Die Lise-Meitner-Straße, die zuvor Teil der Berzeliusstraße war, führt von der Martin-Luther-straße in nordöstlicher Richtung über die Diergardtstraße und endet danach als Sackgasse. Sie bildet in ihrem Verlauf die Grenze zu Frohnhausen. |                                                       |
| Listerstraße         | 170                                   | Joseph Lister, britischer Mediziner | 16. Mai 1902        | Die Listerstraße, die ursprünglich Teil des Felderwegs war, verbindet die Schönleinstraße mit der Esmarchstraße. |                                                       |
| Margaretenstraße     | 570                                   | Margarethe Krupp, Ehefrau des Unternehmers Friedrich Alfred Krupp, treuhänderische Konzernleiterin, Stiftungsgründerin, erste Ehrenbürgerin der Stadt Essen | 16. Mai 1902        | Einst verband die Margaretenstraße, die ursprünglich in Teilen Grünstraße hieß, die beiden Arbeitersiedlungen Alfredshof und Kronenberg (in Altendorf). Heute führt sie von der Münchener Straße nordwärts über die Frohnhauser Straße hinweg und endet vor der Martin-Luther-Straße als Sackgasse, wobei sie in ihrem ganzen Verlauf die Grenze zu Frohnhausen bildet. |                                                       |
| Martin-Luther-Straße | 710 (im Stadtteil)                    | Martin Luther, Reformator | 14. Nov. 1933       | Die Martin-Luther-Straße, die in Holsterhausen zuvor Hobeisenstraße hieß, führt von Frohnhausen kommend ab der Lise-Meitner-Straße südwärts bis zur Bundesautobahn 40. | Alfred-Krupp-Gymnasium, Martin-Luther-Straße (rechts) |
| Melanchtonstraße     | 130                                   | Philipp Melanchthon, Philologe, Philosoph, Humanist, Theologe, Reformator                                                                                   | 11. Dez. 1931       | Namensgebend für die Straße war die am 22. März 1931 eingeweihte erste Melanchtonkirche am Holsterhauser Platz, die erste deutsche Stahlkirche nach Plänen des Architekten Otto Bartning. Sie wurde 1942 durch Bomben zerstört. Die heutige Melanchtonkirche nach Plänen des Architekten Otto Herbert Hajek wurde 1972 fertiggestellt. Die Melanchtonstraße verbindet am Holsterhauser Platz die Rubensstraße mit der Rembrandtstraße. |                                                       |
| Menshausenstraße     | 190                                   | Carl Menshausen, so genannter Kruppscher Beamter | 9. Okt. 1914        | Carl Menshausen wurde am 26. August 1847 in Pleß (Schlesien) geboren. Nachdem er 1878 bei der Firma Krupp begann, machte er 1880 die chinesische Vertretung, worauf von 1881 bis 1893 Paris folgte. Von 1893 bis 1904 war Menshausen Mitglied des Direktoriums und danach bis 1909 Aufsichtsratsmitglied der Firma Krupp. Carl Menshausen starb am 21. Juli 1909 in Düsseldorf. Die Menshausenstraße war ursprünglich Teil der Siedlung Alfredshof (siehe auch Alfredshof), die nach häuserweiser Nummerierung 1914 straßenweise benannt und nummeriert wurde. Die Menshausenstraße verbindet die Adolf-Schmidt-Straße mit der Wöhlerstraße. |                                                       |
| Menzelstraße         | 190                                   | Adolph von Menzel, Maler, Zeichner und Illustrator | 6. Mai 1902         | Die Menzelstraße, die einst Teil der heute weiter östlich verlaufenden Hobeisenstraße war, liegt im Malerviertel und verbindet die Keplerstraße mit der Lenbachstraße. | Friedenskirche, Menzelstraße                          |
| Mörikestraße         | 230 (im Stadtteil)                    | Eduard Mörike, Lyriker, Erzähler und Übersetzer | 15. Juli 1954       | Die Straßenführung der Mörikestraße entstand nach den Zerstörungen im Zweiten Weltkrieg neu. Etwa in diesem Bereich verlief zuvor ein Teil der Lordstraße, der später Beiseweg hieß. Die Mörikestraße führt von der Holsterhauser Straße zur Gemarkenstraße, wobei sie ab der Kaupenstraße die Grenze zum Südviertel bildet. Ab dem Beginn der Gemarkenstraße führt die Mörikestraße weiter ins Südviertel. |                                                       |
| Müllerstraße         | 90                                    | Andreas Müller, Kirchen- und Historienmaler der Düsseldorfer Schule                                                                                         | 26. Jan. 1912       | Die Müllerstraße verbindet, im Malerviertel gelegen, die Kaulbachstraße mit der Ittenbachstraße. |                                                       |
| Münchener Straße     | 1250                                  | München, Hauptstadt des Freistaats Bayern | 16. Mai 1902        | Die Münchener Straße, die zuvor auf Holsterhauser Gebiet Langenstraße hieß, führt von der Liebigstraße in östlicher Richtung zur Schederhofstraße, wobei sie zwischen Liebigstraße und Margaretenstraße die Grenze zu Frohnhausen bildet. | Münchener Straße                                      |
| Nieberdingstraße     | 490                                   | Arnold Nieberding, Jurist und Politiker der Kaiserzeit | 16. Mai 1902        | Die Nieberdingstraße, die ursprünglich Aloysstraße hieß, verbindet die Holsterhauser Straße in westlicher Richtung mit der Carmerstraße. |                                                       |
| Overbeckstraße       | 250                                   | Friedrich Overbeck, Maler, Zeichner, Illustrator | 16. Mai 1902        | Die Overbeckstraße, die ursprünglich Nienhausstraße hieß, verbindet die Windmühlenstraße mit der Hans-Thoma-Straße. |                                                       |
| Papestraße           | 480                                   | Heinrich Eduard von Pape, Jurist | 16. Mai 1902        | Die Papestraße, die ursprünglich Rolandstraße hieß, führt von der Gemarkenstraße in nördlicher Richtung, quert die Planckstraße und endet vor der Bundesautobahn 40 als Sackgasse. |                                                       |
| Pettenkoferstraße    | 320                                   | Max von Pettenkofer, bayerischer Chemiker, gilt als erster Hygieniker                                                                                       | 24. Apr. 1903       | Die Pettenkoferstraße verband zunächst die Holsterhauser Straße mit der Graefestraße. Die südliche Verlängerung bis zur Hufelandstraße wurde später gebaut und am 16. September 1910 Kochstraße genannt. Diese wurde am 9. Juli 1915 der Pettenkoferstraße angegliedert, so dass die Pettenkoferstraße heute eine Verbindung zwischen Holsterhauser Straße und Hufelandstraße herstellt. |                                                       |
| Pelmanstraße         | 150 (im Stadtteil)                    | Carl Pelman, Psychiater | 1. Mai 1908         | Die Pelmanstraße führt von der Virchowstraße nach Westen und bildet auf ihren ersten etwa 150 Metern die Grenze zu Rüttenscheid. Sie führt dort weiter. |                                                       |
| Pilotystraße         | 400                                   | Carl Theodor von Piloty, Maler | 21. Sep. 1907       | Die Pilotystraße liegt im Malerviertel und verbindet heute die Straße Halbe Höhe mit der Kaulbachstraße. Am 27. September 1907 kam der Teil der heutigen Kleinen Lenbachstraße als Pilotystraße hinzu und erhielt am 1. Oktober 1927 ihren heutigen Namen. Bis zum 25. Februar 1937 war auch der südöstliche Abschnitt der Straße Halbe Höhe zwischen heutiger Piltoystraße und Holsterhauser Straße Teil der Pilotystraße. |                                                       |
| Planckstraße         | 930                                   | Gottlieb Planck, Jurist und Politiker | 16. Mai 1902        | Die Planckstraße, die ursprünglich Alfredstraße hieß, stellt in Ost-West-Richtung eine Verbindung zwischen der Holsterhauser Straße und der Hobeisenstraße dar. |                                                       |
| Raffaelstraße        | 80                                    | Raffael Santi, italienischer Maler und Architekt der Hochrenaissance                                                                                        | 2. Feb. 1959        | Die Raffaelstraße, die ursprünglich Chorstraße und später Rafaelstraße hieß, verbindet im Malerviertel die Barthel-Bruyn-Straße mit der Gemarkenstraße. |                                                       |
| Rembrandtstraße      | 350                                   | Rembrandt van Rijn, gilt als einer der bedeutendsten und bekanntesten niederländischen Künstler des Barock                                                  | 16. Mai 1902        | Die Rembrandtstraße, die ursprünglich Schulstraße hieß, liegt im Malerviertel und verbindet die Gemarkenstraße mit der Holsterhauser Straße. |                                                       |
| Robert-Koch-Straße   | 150                                   | Robert Koch, Mediziner und Mikrobiologe | 13. Juni 1932       | Die Robert-Koch-Straße, die ursprünglich Herwarthstraße hieß und ab 16. Mai 1902 Teil der Rubensstraße war, bildet heute von der Holsterhauser Straße beginnend die südliche Verlängerung der Rubensstraße bis zur Hufelandstraße. |                                                       |
| Rubensstraße         | 310                                   | Peter Paul Rubens, Barockmaler und Diplomat der spanisch-habsburgischen Krone                                                                               | 16. Mai 1902        | Die Rubensstraße, die zuvor Herwarthstraße hieß, verband einst die Gemarkenstraße in südlicher Richtung mit der Hufelandstraße. 1932 wurde der Teil zwischen der Holsterhauser Straße und der Hufelandstraße Robert-Koch-Straße genannt. |                                                       |
| Rühlestraße          | 150                                   | Hugo Ruehle, Mediziner | 27. Mai 1904        | Die Rühlestraße verbindet in einem südlichen Winkel die Holsterhauser Straße mit der Brunaostraße. |                                                       |
| Rüscherie            | 140                                   | Rüscherei, Name eines Kottens | 14. Nov. 1935       | Der Kötter namens Rüscherei wird 1795 erwähnt. Der Bauer Steinfurth war Grundeigentümer. Die Straße Rüscherie, die zuvor Mintropstraße hieß, verbindet die Kaulbachstraße mit der Pilotystraße. |                                                       |
| Savignystraße        | 450                                   | Friedrich Carl von Savigny, Rechtsgelehrter und Kronsyndikus                                                                                                | 16. Mai 1902        | Die Savignystraße, die ursprünglich Thurmstraße hieß, führt von der Gemarkenstraße in nördlicher Richtung zur Friedbergstraße und endet nach ihr als Sackgasse. |                                                       |
| Schadowstraße        | 290                                   | Friedrich Wilhelm von Schadow, Maler und Direktor der Düsseldorfer Kunstakademie                                                                            | 16. Mai 1902        | Die Schadowstraße, die ursprünglich Teil der Wilhelminenstraße war, verbindet im Malerviertel die Keplerstraße in südlicher Richtung mit der Overbeckstraße. |                                                       |
| Schederhofstraße     | 950 (im Stadtteil)                    | Schederhof, Hofname | 16. Mai 1902        | 1437 wurde Johan up dem Berge mit dem Gute op der Schede by den Hove to Irensel (Hof zu Ehrenzell) belehnt. In der Landmatrikel von 1668 war der Hof rund 15 Morgen groß gewesen. Halfmann aufm Schede wird 1795 genannt. 1706 hatten die Augustiner Chorfrauen der Congregatio Beatae Mariae Virginis in Essen den Hof von Alexander de Boys geerbt, da dessen Erben kinderlos verstorben waren. Die fiskalischen Lasten, die auf dem sogenannten Dieckhoffs oder auf’m Scheder Behandigungsgut ruhten, wurden 1841 abgelöst, so dass der Hof uneingeschränktes Eigentum der Congratio BMV wurde. 1864 wurde der Hof an die Firma Krupp verkauft, die dort ab 1874 die Arbeiterkolonie Schederhof errichtete. Die Schederhofstraße verläuft von der Frohnhauser Straße ostwärts zur Straße Am EUROPA-CENTER. Sie hieß zuvor Wilhelmstraße. |                                                       |
| Schönleinstraße      | 120 (im Stadtteil)                    | Johann Lukas Schönlein, Arzt und Pathologe | 1. Mai 1908         | Die Schönleinstraße verbindet die Listerstraße mit der Virchowstraße, von der aus sie weiter nach Rüttenscheid führt. |                                                       |
| Schnorrstraße        | 150                                   | Veit Hans Schnorr von Carolsfeld, Maler der deutschen Romantik                                                                                              | 17. Dez. 1902       | Die Schnorrstraße, die ursprünglich Laurentiusstraße hieß, liegt im Malerviertel und verbindet die Windmühlenstraße mit der Schadowstraße. |                                                       |
| Schongauerstraße     | 100                                   | Martin Schongauer, Kupferstecher und Maler | 16. Mai 1902        | Die Schongauerstraße, die ursprünglich Neue Rolandstraße hieß, verbindet die Gemarkenstraße mit der Barthel-Bruyn-Straße. |                                                       |
| Simsonstraße         | 160                                   | Eduard von Simson, deutsch-jüdischer Richter, Hochschullehrer und Parlamentarier im Königreich Preußen                                                      | 21. Apr. 1911       | Die Simsonstraße war zur Zeit des Nationalsozialismus zwischen 1938 und 1945 in Gustloffstraße umbenannt worden. Sie führte bis um 1945 von der Friedbergstraße bis zur Gemarkenstraße. Heute verbindet die Simsonstraße die Planckstraße mit der Gemarkenstraße. | Innenhof an der Simsonstraße                          |
| Steinhausenstraße    | 310                                   | Wilhelm Steinhausen, Maler und Lithograf | 26. Nov. 1909       | Die Steinhausenstraße verbindet im Malerviertel die Lenbachstraße mit der Kaulbachstraße. |                                                       |
| Stobbestraße         | 80                                    | Otto Stobbe, Hochschullehrer für Privat- und Kirchenrecht                                                                                                   | 27. Sep. 1907       | Die Stobbestraße ist eine nördliche Stichstraße der Nieberdingstraße. |                                                       |
| Suarezstraße         | 90                                    | Carl Gottlieb Svarez, preußischer Jurist und Justizreformer.                                                                                                | 16. Mai 1902        | Die Suarezstraße, die ursprünglich Friedensstraße hieß, verbindet die Jheringstraße mit der Gemarkenstraße. |                                                       |
| Thielenplatz         | 40 × 30                               | Karl von Thielen, sogenannter Kruppscher Beamter und preußischer Politiker                                                                                  | 9. Okt. 1914        | Karl von Thielen war zwischen 1903 und 1906 Mitglied des Aufsichtsrats der Friedrich Krupp AG. Der Thielenplatz als Teil der Siedlung Alfredshof liegt zwischen der Planck-, der Simson- und der Carmerstraße. |                                                       |
| Uhdestraße           | 150                                   | Fritz von Uhde, sächsischer Kavallerieoffizier und Maler | 26. Nov. 1909       | Die Uhdestraße verbindet im Malerviertel die Lenbachstraße mit der Kaulbachstraße. |                                                       |
| Veitstraße           | 180                                   | Philipp Veit, Maler | 16. Mai 1902        | Die Veitstraße, die ursprünglich Clarastraße hieß, verbindet im Malerviertel die Hans-Thoma-Straße mit der Windmühlenstraße. |                                                       |
| Virchowstraße        | 1700                                  | Rudolf Virchow, Politiker, Pathologe und Prähistoriker | 16. Mai 1902        | Die Virchowstraße führt von Holsterhauser Straße in südlicher Richtung, dann in einem Bogen nach Westen weiterführend und südlich des Universitätsklinikums vorbei bis zum Achenbachhang. Zwischen Krawehl- und Esmarchstraße bildet die Virchowstraße dabei die Grenze zu Rüttenscheid |                                                       |
| Windmühlenstraße     | 400                                   | Windmühle | um 1891             | 1871 wurde an der Ecke Kaulbachstraße/Windmühlenstraße eine Windmühle errichtet. 1899 ging sie wieder außer Betrieb. 1905 wurde sie zu einem Wohnhaus umgebaut, dessen Eigentümer nacheinander ein gewisser Hölsing, dann Hermann Bögel und dann der Wirt Brahmkamp waren. Bis 1930 gehörte die dann Hohe Warte genannte Straße als südwestlicher Teil zur Windmühlenstraße. Dieser Teil wurde 1898 auch als Windmühlenweg bezeichnet. Die Windmühlenstraße verbindet die Hausackerstraße mit der Keplerstraße. |                                                       |
| Windscheidstraße     | 330                                   | Bernhard Windscheid, Jurist | 16. Mai 1902        | Die Windscheidstraße, die ursprünglich Sebaldstraße hieß, verbindet die Planckstraße mit der Keplerstraße. |                                                       |
| Wöhlerstraße         | 110                                   | Friedrich Wöhler, Chemiker | 16. Mai 1902        | Die Wöhlerstraße war einst Teil der heute weiter östlich verlaufenden Hobeisenstraße. Heute verbindet sie die Hobeisenstraße mit der Keplerstraße. |                                                       |

## Liste ehemaliger Straßennamen
Die Liste ehemaliger Straßennamen erhebt keinen Anspruch auf Vollständigkeit.
| Name                     | von           | bis           | umbenannt in (aktuell)                                                        | Herleitung | Bemerkungen |
| ------------------------ | ------------- | ------------- | ----------------------------------------------------------------------------- | --- | --- |
| Achenbachstraße          | 16. Mai 1902  | 13. Sep. 1922 | → Achenbachhang                                                               | Andreas Achenbach, Landschaftsmaler der Romantik                                                               | |
| Adolfstraße              |               | 16. Mai 1902  | → Freseniusstraße                                                             | | |
| Alfredshof               |               | 9. Okt. 1914  | → Adolf-Schmidt-Straße → Am Alfredspark → Jenckestraße → Menshausenstraße     | Alfred Krupp, Industrieller                                                                                    | Alfredshof bezeichnet eigentlich keine einzelne Straße, sondern die Siedlung Alfredshof, die ursprünglich häuserweise nummeriert war. Am 9. Oktober 1914 erhielten die einzelnen Straßen der Siedlung Namen und die Häuser wurden straßenweise nummeriert. Einige Straßen existieren heute noch oder sind anders neu angelegt worden. |
| Alfredspark              | 9. Okt. 1914  | 11. Dez. 1959 | → Am Alfredspark                                                              | Alfred Krupp, Industrieller                                                                                    | |
| Alfredstraße             |               | 16. Mai 1902  | → Planckstraße                                                                | | |
| Aloysstraße              |               | 16. Mai 1902  | → Nieberdingstraße                                                            | | |
| Andreasstraße            | 6. Sep. 1897  | 25. Feb. 1937 | → Krawehlstraße                                                               | Andreas, männlicher Vorname                                                                                    | Die Benennung nach einem Vornamen erfolgte durch einen Rüttenscheider Beschluss von 1895. |
| Augustinusstraße         |               | 16. Mai 1902  | → Barthel-Bruyn-Straße                                                        | | |
| Beiseweg                 | 17. Jan. 1868 | nach 1945     | → Holsterhauser Straße → Mörikestraße und → teilweise überbaut und aufgehoben | Flurname (Muterrolle 1827: An Beiseweg)                                                                        | Der Beiseweg auf Holsterhauser Gebiet war in seinem südwestlichen Verlauf einst Teil der Lordstraße. Nach dem Zweiten Weltkrieg wurde der Beiseweg in seinem südwestlichen Abschnitt überbaut und aufgehoben. Der andere Teil wurde der Holsterhauser Straße angegliedert. Es blieb nur ein Teilstück im Südviertel bis heute bestehen. |
| Bernhardstraße           | 6. Sep. 1897  | 20. Mai 1937  | → Demrathstraße                                                               | Bernhard, männlicher Vorname                                                                                   | Die Benennung nach einem Vornamen erfolgte nach einem Rüttenscheider Beschluss von 1895. |
| Berzeliusstraße          | 13. Dez. 1901 | 22. Feb. 1961 | → Frohnhauser Straße → Lise-Meitner-Straße                                    | Jöns Jakob Berzelius, schwedischer Mediziner und Chemiker                                                      | Zwischen 1901 und 1961 trug der heutige Abschnitt der Frohnhauser Straße von der Margaretenstraße über die Martin-Luther-Straße bis zur Unterführung der Bahnstrecke Dortmund–Duisburg den Namen Berzeliusstraße. Die Frohnhauser Straße wurde vom Altendorfer Platz über die heutige Berzeliusstraße in Frohnhausen und weiter über die heutige Lise-Meitner-Straße bis zur Eisenbahnunterführung geführt. Am 22. Februar 1961 wurde die Benennung umgekehrt und aus der einstigen Verbindung der Frohnhauser Straße die beiden heutigen Straßen Berzeliusstraße (in Frohnhausen) und Lise-Meitner-Straße gemacht, die nicht mehr direkt miteinander verbunden sind. Seitdem liegt die Berzeliusstraße zwischen der Margaretenstraße und der Frohnhauser Straße nur noch auf Frohnhauser Flur. |
| Bessemerstraße           |               | um 1957       | teilweise → Jenckestraße → aufgehoben und überbaut                            | Henry Bessemer, Ingenieur, entwickelte das erste Verfahren, Stahl günstig in Massenproduktion herzustellen     | Die Bessemerstraße lag in der Siedlung Alfredshof. Ihr nördlicher Abschnitt ist heute Teil der Jenckestraße. Der südliche Teil ist nach dem Ausbau der Bundesautobahn 40 aufgehoben und überbaut worden. |
| Bischoffstraße           |               | 9. Juli 1915  | → Boettgerstraße                                                              | | |
| Bismarckstraße           |               | 16. Mai 1902  | → Liebigstraße → Hans-Thoma-Straße                                            | Otto von Bismarck, Reichskanzler                                                                               | Die Bismarckstraße führte von der Liebigstraße in südlicher Richtung westlich des Alfredsparks vorbei, berührte die Adolf-Schmidt-Straße und verlief weiter über die heutige Hans-Thoma-Straße bis zur heutigen Lenbachstraße. |
| Böhmerstraße             |               | 13. Dez. 1901 | → Holsterhauser Straße                                                        | | Der Teil der Holsterhauser Straße, der östlich der Raffaelstraße liegt, hieß ursprünglich Böhmerstraße. |
| Bruchstraße              | um 1823       | vor 1898      | → Keplerstraße                                                                | | Laut einer Karte des Kreises Essen aus dem Jahr 1823 trug die Bruchstraße zu dieser Zeit ihren Namen. Sie endete zunächst von Westen kommend an der heutigen Hobeisenstraße. Später hieß sie Felsenstraße, bevor sie 1902 Keplerstraße genannt wurde. |
| Clarastraße              |               | 16. Mai 1902  | → Veitstraße                                                                  | | |
| Chorstraße               |               | 16. Mai 1902  | → Raffaelstraße                                                               | | Die Chorstraße wurde 1902 in Rafaelstraße und 1959 zur Raffaelstraße umbenannt. |
| Corneliusstraße          | 16. Mai 1902  | 25. Feb. 1977 | → Hans-Thoma-Straße                                                           | | Die Corneliusstraße verlief zunächst von der Keplerstraße bis zur Overbeckstraße und wurde nach 1910 südlich bis zur Lenbachstraße verlängert. |
| Dünkelbergstraße         | 9. Okt. 1914  | um 1957       | aufgehoben und überbaut                                                       | Gustav Dünkelberg, so genannter Kruppscher Beamter                                                             | Gustav Dünkelberg wurde am 22. Oktober 1840 in Weilburg geboren. Er war Leiter der Magazinverwaltung der Firma Krupp und starb am 14. Juli 1905 in Essen. Die Dünkelbergstraße lag in der Siedlung Alfredshof und erhielt 1914 ihren Namen. Sie wurde durch erhebliche Umbauten nach dem Zweiten Weltkrieg aufgehoben und überbaut. 1957 erhielt eine neue Straße im Stadtteil Bergeborbeck diesen Namen. |
| Erich-Garthe-Straße      | 15. Aug. 1933 | 15. Mai 1945  | → Corlißstraße                                                                | Erich Garthe (1901–1931), Widerstandskämpfer gegen die Weimarer Republik und Blutzeuge der Nationalsozialisten | Umbenennung in der Zeit des Nationalsozialismus, um die symbolische Form der Machtergreifung voranzutreiben. Die Erich-Garthe-Straße wurde wenige Monate zuvor Garthestraße genannt. |
| Ernststraße              |               | 16. Mai 1902  | → Grusonstraße                                                                | | |
| Essen-Mülheimer-Chaussee |               | 13. Dez. 1901 | → Frohnhauser Straße                                                          | Straße zwischen Essen und Mülheim an der Ruhr                                                                  | |
| Felderweg                |               | 16. Mai 1902  | → Jennerstraße → Listerstraße                                                 | | |
| Felsenstraße             |               | vor 1902      | → Keplerstraße                                                                | | Laut einer Karte des Kreises Essen aus dem Jahr 1823 trug die Felsenstraße zu dieser Zeit den Namen Bruchstraße. 1898 wurde sie Felsenstraße genannt. 1902 erhielt sie ihren heutigen Namen Keplerstraße. |
| Fittingstraße            | 9. Okt. 1914  | um 1957       | aufgehoben und überbaut                                                       | | Die Fittingstraße lag in der Siedlung Alfredshof und erhielt 1914 ihren Namen. Sie wurde durch erhebliche Umbauten nach dem Zweiten Weltkrieg aufgehoben und überbaut. |
| Friedensstraße           |               | 16. Mai 1902  | → Suarezstraße                                                                | | |
| Friedrichshof            | um 1915       | nach 1935     | → Hölderlinstraße                                                             | Siedlung Friedrichshof, Kruppsche Arbeitersiedlung                                                             | Die Straße Friedrichshof war zuvor Teil der Klopstockstraße und wurde nach 1935 Teil der Lordstraße. Seit 1954 ist sie Teil der Hölderlinstraße. |
| Friedrichstraße          | 6. Sep. 1897  | 16. Mai 1902  | → Langenbeckstraße                                                            | | |
| Garthestraße             | 17. Juni 1933 | 15. Aug. 1933 | → Corlißstraße                                                                | Erich Garthe (1901–1931), Widerstandskämpfer gegen die Weimarer Republik und Blutzeuge der Nationalsozialisten | Umbenennung in der Zeit des Nationalsozialismus, um die symbolische Form der Machtergreifung voranzutreiben. Die Garthestraße wurde wenige Monate später in Erich-Garthe-Straße umbenannt. |
| Grünstraße               |               | 16. Mai 1902  | → Margaretenstraße                                                            | | |
| Großstraße               | 9. Okt. 1914  | um 1957       | aufgehoben und überbaut                                                       | | Die Großstraße lag in der Siedlung Alfredshof und erhielt 1914 ihren Namen. Sie wurde durch erhebliche Umbauten nach dem Zweiten Weltkrieg aufgehoben und überbaut. |
| Gustloffplatz            | 26. Sep. 1938 | 18. Juni 1945 | aufgehoben                                                                    | Wilhelm Gustloff, Nationalsozialist und Landesgruppenleiter der NSDAP-Auslandsorganisation in der Schweiz      | Umbenennung in der Zeit des Nationalsozialismus, um die symbolische Form der Machtergreifung voranzutreiben. Der Platz an der heutigen Kreuzung Simsonstraße/Planckstraße hieß vorher Simsonplatz. |
| Gustloffstraße           | 26. Sep. 1938 | 18. Juni 1945 | → Simsonstraße                                                                | Wilhelm Gustloff, Nationalsozialist und Landesgruppenleiter der NSDAP-Auslandsorganisation in der Schweiz      | Umbenennung in der Zeit des Nationalsozialismus, um die symbolische Form der Machtergreifung voranzutreiben. |
| Haardtstraße             |               | 16. Mai 1902  | → Cranachstraße                                                               | | |
| Hermannstraße            |               | 16. Mai 1902  | → Jheringstraße                                                               | | |
| Herrenbankstraße         | vor 1885      | 13. Dez. 1901 | → Frohnhauser Straße                                                          | Zeche Herrenbank (Altendorf) oder Name eines Flözes                                                            | |
| Herwarthstraße           |               | 16. Mai 1902  | → Hobeisenstraße (teilweise) → Rubensstraße → Robert-Koch-Straße              | | Die Herwarthstraße verband die Planckstraße mit der Hufelandstraße, bevor sie 1902 Rubensstraße genannt wurde. Ihr nördlicher Teil zwischen Planck- und Gemarkenstraße wurde Teil der Hobeisenstraße, ihr südlicher Teil zwischen Holsterhauser- und Hufelandstraße erhielt 1932 den Namen Robert-Koch-Straße. |
| Hildebrandtstraße        | 21. Okt. 1938 | 15. Mai 1945  | → Bendemannstraße                                                             | | Umbenennung in der Zeit des Nationalsozialismus |
| Howarenstraße            |               | 16. Mai 1902  | → Lenbachstraße                                                               | Name eines Kottens                                                                                             | siehe Hohe Warte |
| Hubertusstraße           |               | 16. Mai 1902  | → Harkortstraße                                                               | | |
| Intzestraße              | vor 1907      | vor 1965      | aufgehoben und überbaut                                                       | | Die Intzestraße führte von der Kreuzung Harkortstraße/Bunsenstraße in südlicher Richtung zur Münchener Straße. |
| Josefstraße              |               | 16. Mai 1902  | → Janssenstraße                                                               | | |
| Kahrgate                 |               | 16. Mai 1902  | → Kahrstraße                                                                  | Örtlichkeit | In der Mutterrolle von 1827 wird die Kahrgate erwähnt. So lautete die ursprüngliche Wegbezeichnung Kahrgate, auch Kahrgatt oder Kahrweg. |
| Kettelerstraße           |               | 17. Dez. 1902 | → Küntzelstraße                                                               | | |
| Klementzstraße           |               | 16. Mai 1902  | → Dürerstraße                                                                 | | |
| Klopstockstraße          | vor 1907      | um 1915       | → Hölderlinstraße                                                             | Friedrich Gottlieb Klopstock, Dichter                                                                          | Die Klopstockstraße wurde vor 1907 angelegt und verband den Beiseweg, (heute in diesem Bereich Holsterhauser Straße) über die Kaupenstraße mit der Goethestraße im Südviertel. Später hieß ein Teilstück Friedrichshof. Seit 1954 trägt sie den Namen Hölderlinstraße. Seit 1915 gibt es in Essen-Borbeck-Mitte eine neue Klopstockstraße. |
| Kochstraße               | 16. Sep. 1910 | 9. Juli 1915  | → Pettenkoferstraße                                                           | | Die Kochstraße war die südliche Verlängerung der bestehenden Pettenkoferstraße und wurde ihr 1915 angegliedert, so dass der Name Kochstraße aufgehoben wurde. |
| Kurtstraße               |               | 16. Mai 1902  | → Dinglerstraße                                                               | | |
| Langenstraße             | vor 1883      | 16. Mai 1902  | → Münchener Straße                                                            | Lange, Hofname                                                                                                 | |
| Laurentiusstraße         |               | 17. Dez. 1902 | → Schnorrstraße                                                               | | |
| Leostraße                |               | 16. Mai 1902  | → Holbeinstraße                                                               | | |
| Löwenstraße              |               | 16. Mai 1902  | → Graefestraße                                                                | | |
| Lordstraße               | 17. Jan. 1868 | nach 1945     | → Hölderlinstraße (Teilstück) → Mörikestraße                                  | | Die Lordstraße führte von der Schederhofstraße nach Süden über die Kruppstraße zur Holsterhauser Straße und weiter über die Kaupenstraße zur Kahrstraße. Nach 1935 wurde der Teil der Lordstraße zwischen Holsterhauser Straße und Kahrstraße Teil des damaligen Beisewegs, und der Teil, der zuvor Friedrichshof hieß, Teil der Lordstraße. Bis auf dieses Teilstück, das heute Teil der Hölderlinstraße ist, existiert der einstige Straßenzug der Lordstraße nicht mehr und ist überwiegend überbaut. |
| Marktstraße              |               | 13. Dez. 1901 | → Holsterhauser Straße                                                        | | Ein Teil der Holsterhauser Straße hieß ursprünglich Marktstraße. |
| Mintropstraße            | 19. Feb. 1904 | 14. Nov. 1935 | → Rüscherie                                                                   | | |
| Mörderstraße             | um 1860       | 17. Jan. 1868 | → Hölderlinstraße                                                             | | Die Mördergasse hieß später in Teilen Lordstraße und Klopstockstraße, bis 1954 die Hölderlinstraße ihren heutigen Namen erhielt. |
| Mordgasse                |               | 13. Dez. 1901 | → Holsterhauser Straße                                                        | | In einer Karte des Kreises Essen von 1823 wird der Abschnitt der heutigen Holsterhauser Straße zwischen Gemarkenplatz und Planckstraße Mordgasse genannt. |
| Mühlenstraße             |               | 13. Dez. 1901 | → Holsterhauser Straße                                                        | | Ein Teil der Holsterhauser Straße war ursprünglich Teil der Mühlenstraße. |
| Neue Rolandstraße        |               | 16. Mai 1902  | → Schongauerstraße                                                            | | |
| Nienhausstraße           |               | 16. Mai 1902  | → Overbeckstraße                                                              | | |
| Parkstraße               |               | 16. Mai 1902  | → Diergardtstraße → Borsigstraße                                              | | Der nordwestliche Teil der ehemaligen Parkstraße heißt heute Diergardtstraße, ihr östlicher Teil Borsigstraße. |
| Philippistraße           |               | 16. Mai 1902  | → Bunsenstraße                                                                | | |
| Rafaelstraße             | 16. Mai 1902  | 2. Feb. 1959  | → Raffaelstraße                                                               | | |
| Rochusstraße             | vor 1898      | vor 1907      | aufgehoben und überbaut                                                       | | Die Rochusstraße lag parallel zwischen der heutigen Schnorrstraße und der heutigen Overbeckstraße. |
| Rolandstraße             |               | 16. Mai 1902  | → Papestraße → Schongauerstraße                                               | | Die Rolandstraße führte ursprünglich weiter nach Norden bis zur heutigen Münchener Straße. |
| Sachsenstraße            | nach 1894     | 16. Mai 1902  | → Kruppstraße → Bundesautobahn 40                                             | Sachsen (Volk)                                                                                                 | Die Sachsenstraße verlief etwa auf der Linie der heutigen Autobahn von Osten aus Essen kommend, wurde in der Siedlung Alfredshof unterbrochen, um nach ihr in westlicher Richtung weiterzuführen. Sie endete noch 1898 an der Grenze zu Frohnhausen, dort, wo die heutige Keplerstraße über die Autobahn führt. 1902 wurde der gesamte Verlauf Kruppstraße genannt und später zur Autobahn ausgebaut. |
| Schachtstraße            |               | 16. Mai 1902  | → Aldegreverstraße                                                            | | |
| Schederhofer Platz       | vor 1910      | um 1945       | aufgehoben und überbaut                                                       | zentraler Platz der Arbeiterkolonie Schederhof                                                                 | |
| Schulstraße              |               | 16. Mai 1902  | → Rembrandtstraße                                                             | anliegende Schule                                                                                              | Zur Zeit der Benennung lag hier die Katholische Schule Holsterhausen I., aus der die Gesamtschule Holsterhausen hervorgegangen ist. |
| Sebaldstraße             |               | 16. Mai 1902  | → Windscheidstraße                                                            | | |
| Simsonplatz              | 21. Apr. 1911 | 26. Sep. 1938 | aufgehoben und überbaut                                                       | Eduard von Simson, deutsch-jüdischer Richter, Hochschullehrer und Parlamentarier im Königreich Preußen         | Platz an der Kreuzung Simsonstraße/Planckstraße, wurde in der Zeit des Nationalsozialismus Gustloffplatz genannt. |
| Steinforthhof            | vor 1927      | um 1945       | aufgehoben und überbaut                                                       | Steinforth, ehemaliger Hofname                                                                                 | Die Straße Steinforthhof bildete einst die nördliche Verlängerung der Windscheidstraße über die Planckstraße hinaus bis zur Friedbergstraße. |
| Steinforthstraße         |               | 16. Mai 1902  | → Carmerstraße → Harkortstraße                                                | Steinforth, ehemaliger Hofname                                                                                 | Die Steinforthstraße bildete ursprünglich den heutigen Verlauf der Carmerstraße und führte weiter nach Norden über die Münchener Straße hinweg, wo sie heute Harkortstraße heißt. |
| Täpperstraße             | 31. Mai 1913  | 8. März 1922  | → In der Täpperie                                                             | Täpper, Familienname                                                                                           | |
| Thalstraße               |               | 16. Mai 1902  | → Ladenspelderstraße                                                          | | |
| Theodorstraße            |               | 16. Mai 1902  | → Falkstraße                                                                  | | |
| Torluestraße             |               | 13. Dez. 1901 | → Holsterhauser Straße                                                        | | Der Teil der Holsterhauser Straße, der westlich der Raffaelstraße liegt, hieß ursprünglich Torluestraße. |
| Thurmstraße              |               | 16. Mai 1902  | → Savignystraße                                                               | | |
| Waitzstraße              |               | 16. Juni 1905 | → Defreggerstraße                                                             | | |
| Wilhelminenstraße        |               | 16. Juni 1902 | → Corlißstraße → Schadowstraße                                                | | |
| Wilhelmstraße            | vor 1872      | 16. Mai 1902  | → Schederhofstraße                                                            | | |